# USB-флешнакопичувач

USB-флешнакопичувач

USB-флешнакопи́чувач, флешка (скор. UFD (USB Flash drive)) — носій інформації, що використовує флешпам'ять для збереження даних та підключається до комп'ютера чи іншого пристрою через USB-порт.
USB-флешнакопичувачі зазвичай підтримують перезаписування. Розмір — близько 5 см, вага — менше, ніж 60 г. Надзвичайну популярність здобули у 2000-ні через те, що вони дуже компактні, легкі і мають великий обсяг пам'яті (від 32 Мб до 256 Гб.). Основне призначення — зберігання й перенесення файлів та обмін ними, резервне копіювання, завантаження операційних систем тощо.

## Принцип роботи
В основі USB-флешнакопичувача лежить флешпам'ять типу NAND або NOR. Вона містить кристал кремнію, на якому розміщені транзистори з плаваючими і керуючими ізольованими затворами. Транзистори мають стік і витік. Плаваючий затвор транзистора здатний утримувати заряд (електрони).
Під час запису даних на керуючий затвор подається позитивна напруга і деяка частина електронів надсилається (рухається) від стоку до витоку, відхиляючись до плаваючого затвора. Частина електронів долає тонкий шар ізолятора і проникають в плаваючий затвор, де і залишаються на тривалий термін зберігання. Час зберігання інформації вимірюється роками, але так чи інакше він обмежений.

## Дизайн USB-флешнакопичувачів
Зараз існує велике різноманіття дизайну (кольору, форми) USB-флешнакопичувачів. На що тільки не йдуть виробники, щоб догодити потенційним покупцям, поєднуючи USB-накопичувач зі всіляким прикрасами, іграшками, авторучками тощо.
|                                          |
| USB-накопичувач у нестандартному вигляді |

|                                       |
| USB-накопичувач із коштовним камінням |

## Переваги

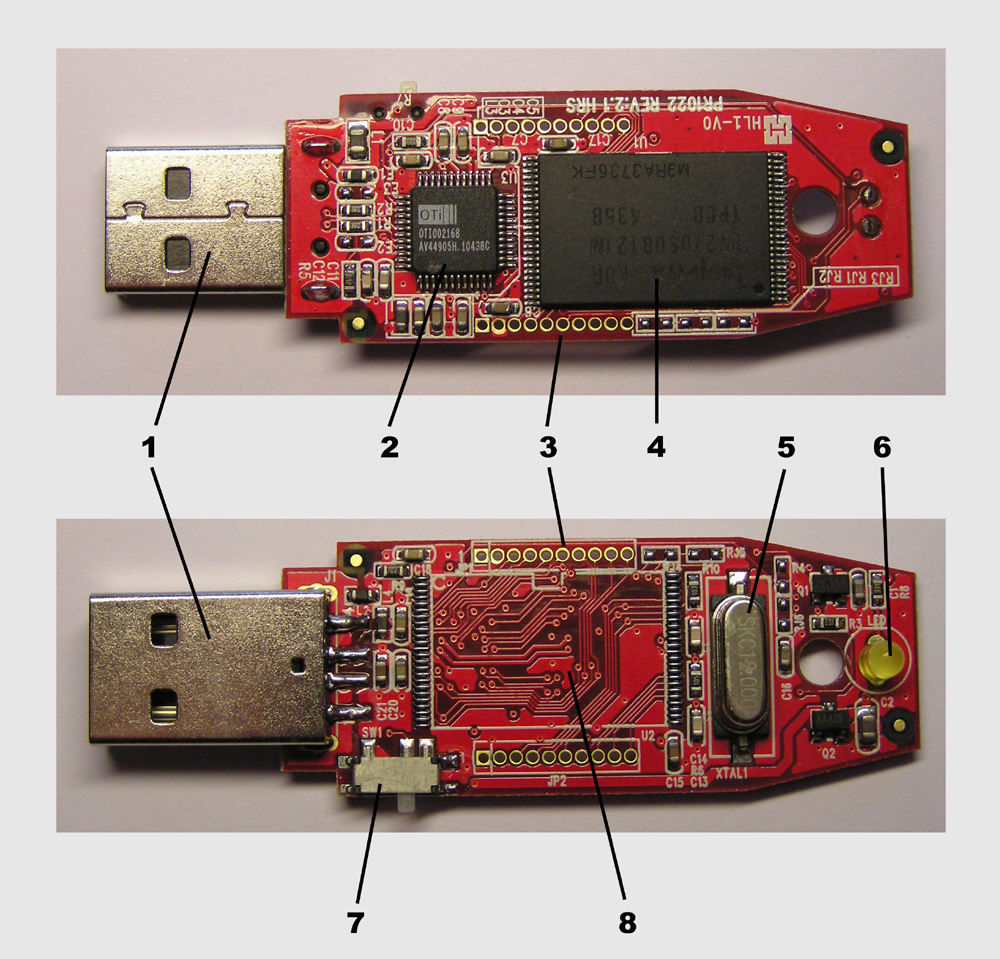
1 — USB-роз'єм; 2 — мікроконтролер; 3 — контрольні точки; 4 — мікросхема флешпам'яті; 5 — кварцовий резонатор; 6 — світлодіод; 7 — перемикач «захист від запису»; 8 — місце для додаткової мікросхеми пам'яті

- Мала маса, безшумність під час роботи, портативність.
- Усі сучасні комп'ютери, телевізори, материнські плати та DVD-програвачі обладнані USB-гніздами.
- Експлуатація у широкому діапазоні температур.
- Висока щільність запису.
- Мають змогу зберігати дані автономно протягом 5-10 років.
- Більш стійкі до механічних впливів (ударів) порівняно з твердим диском.
- Відсутність рухливих частин, що знижує енергоспоживання у 3—4 рази
- Не чутливі до подряпин та пилу, які є значною проблемою для дискет, CD- та DVD-дисків.

## Недоліки
- Обмежене число циклів запису-очищення.
- Здатні зберігати дані автономно лише протягом 5 років. Найперспективніші зразки — до 10 років.
- Швидкість запису і зчитування обмежені пропускною здатністю шини USB і самої флешпам'яті.
- На відміну від компакт-дисків, мають недоліки, властиві будь-якій електроніці:
  - чутливість до радіації;
  - чутливість до електростатичного розряду (зазвичай спостерігається у побуті).
- Несиметричність інтерфейсу при симетричному вигляді роз'єма призводить до того, що під'єднати флешку з першої спроби виходить не завжди. Це є недоліком багатьох роз'ємів, що проявився для USB взагалі, а для флешок особливо — через часте підключення-відключення.

## Флешка такомп'ютерні віруси
Флешки — один з найпоширеніших шляхів зараження вірусами. Саме тому необхідно кожен раз перевіряти їх перед використовуванням. Зараження флешки не обов'язково відбувається тільки тоді, коли ви щось переписали чи зберегли на носій. Є такі «флешвіруси», які записуються на наш USB-носій просто після звичайного перебування в чужому комп'ютері, навіть якщо нічого на флешку не зберігати.